# Rimma Dmitrijewna Bondar
Rimma Dmitrijewna Bondar (russisch Римма Дмитриевна Бондарь; * 12. November 1937 im Dorf Iljino, Oblast Smolensk; † 18. Oktober 2011 in Odessa) war eine sowjetisch-ukrainische Althistorikerin und Hochschullehrerin.

## Leben
Bondar studierte an der Universität Odessa in der Fakultät für Geschichtswissenschaft mit Abschluss 1959.
1962 wurde Bondar wissenschaftliche Mitarbeiterin des Archäologischen Museums Odessa der Akademie der Wissenschaften der Ukrainischen SSR (bis 1974). 1969–1972 absolvierte sie die Fernaspirantur im Institut für Archäologie der Akademie der Wissenschaften der UdSSR (AN-SSSR) in Moskau bei Wladimir Dmitrijewitsch Blawatski.
Ab 1974 lehrte Bondar an der Universität Odessa. 1975 verteidigte sie am Institut für Archäologie der AN-SSSR mit Erfolg ihre Dissertation über den Bau des Donaulimes in Moesia Inferior und Dakien im 1. und 2. Jahrhundert für die Promotion zur Kandidatin der Geschichtswissenschaften. 1978 wurde sie Dozentin am Lehrstuhl für Geschichte der Antike und des Mittelalters der Universität Odessa.
Bondars Forschungsschwerpunkte waren die Geschichte der Römischen Provinzen Moesia Inferior, Moesia Superior, Dakien, des Limes an der unteren Donau, die thrakische Hallstattkultur, die Kultur der Geten und Daker und die antike Numismatik. Sie beteiligte sich an archäologischen Expeditionen des Archäologischen Museums Odessa, der Universität Odessa und der AN-SSSR, die von Georgi Borissowitsch Fjodorow und anderen geleitet wurden.
1999 wurde Bondar vom Ministerium für Bildung und Wissenschaft der Ukraine als Ausgezeichnete Pädagogin geehrt.